# Agata Wojda
Agata Ewa Wojda (* 25. Mai 1981 in Kielce) ist eine polnische Politikerin (PO). Sie war von 2021 bis 2023 Vizestadtpräsidentin und ist seit 2024 Stadtpräsidentin von Kielce.

## Leben und Beruf
Wojda studierte nach dem Schulbesuch Politikwissenschaft an der Universität Kielce. Anschließend absolvierte sie ein Aufbaustudium im Bereich Public Relations.

## Politik
Wojda ist Mitglied der Platforma Obywatelska. Sie arbeitete acht Jahre als Pressesprecherin der Woiwodschaft Heiligkreuz. Bei den Selbstverwaltungswahlen 2010, 2014 und 2018 wurde sie jeweils in den Stadtrat von Kielce gewählt. Dort leitete sie den Ausschuss für kommunales Management und Umweltschutz. 2021 wurde sie zur Vizepräsidentin der Stadt und damit Stellvertreterin von Bogdan Wenta gewählt. Nachdem sie im Juli 2023 aus diesem Amt ausgeschieden war, wurde sie im Januar 2024 Beraterin der Woiwodschaft Heiligkreuz.
Bei den Selbstverwaltungswahlen 2024 kandidierte sie für die Koalicja Obywatelska für das Amt der Stadtpräsidentin. Sie belegte im ersten Wahlgang mit 33,6 % der Stimmen den ersten Platz und erreichte damit die Stichwahl, in der sie sich mit 56,5 % der Stimmen gegen den PiS-Kandidaten Marcin Stępniewski durchsetzen konnte.